# نورما ستافورد
نورما ستافورد (بالإنجليزية: Norma Stafford)‏ هي كاتِبة وشاعرة أمريكية، ولدت في 1932.